# Josef Schnabel

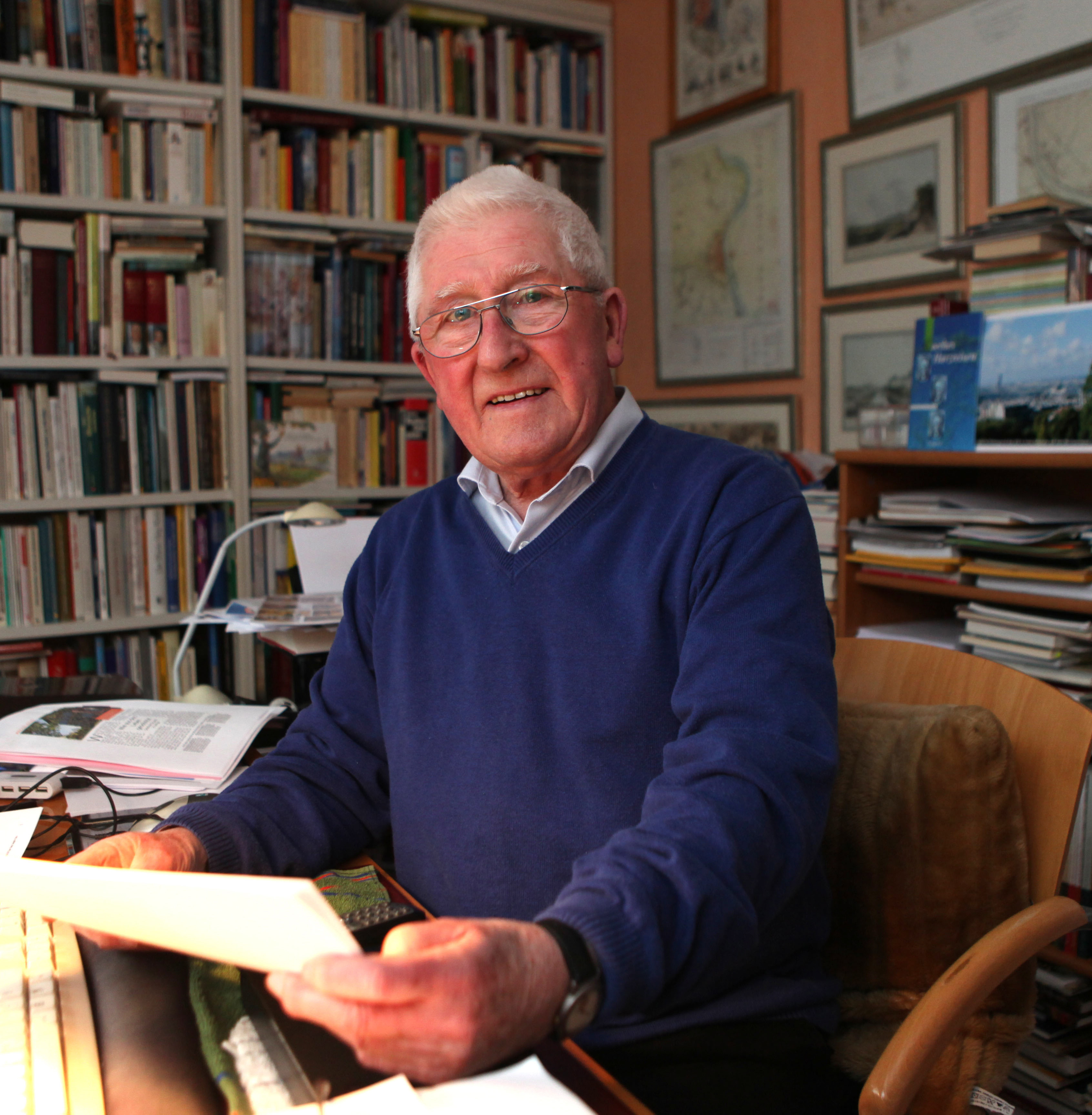
Josef Schnabel in seiner privaten Bibliothek, bestehend aus über 5000 Büchern.

Josef Schnabel (* 29. Juni 1934 in Niederkassel, Rheinprovinz) ist Heimatforscher, Denkmalpfleger und Dozent für historische Themen an der Volkshochschule und für diese unterschiedlichsten Aktivitäten 2015 ausgezeichnet mit dem Rheinlandtaler.

## Leben
Schnabel wurde in Niederkassel in der Niessengasse („der Junge aus der Niessengasse“) geboren und verbrachte zeitlebens dort. 1941 wurde er in der Volksschule Niederkassel in der Schulstraße (heute Annostraße) eingeschult und 1949 entlassen. Nach zwei Jahren an der Handelsschule in Siegburg erlangte er die mittlere Reife. Schnabel absolvierte danach eine dreijährige Lehre als Kaufmannsgehilfe bei der Armaturenfabrik Josef Strack in Oberlar. Danach war er bei der Sparkasse Bonn und dann fast vierzig Jahre bei der Feldmühle AG, der heutigen Evonik in Niederkassel beschäftigt.
Josef Schnabel war verheiratet und hat zwei Kinder.

## Engagement in der Heimatforschung und Denkmalpflege
Bereits in seiner Jugendzeit beschäftigte sich Schnabel mit der Entwicklung der heutigen Stadt Niederkassel seit der Frankenzeit und entdeckte so seine Affinität zur Heimatgeschichte. 1973 begann seine Arbeit am Volksbildungswerk Niederkassel als „Dozent für Exkursionen zu historischen Themen“, die er von 1975 an über 30 Jahre lang für die Volkshochschule fortsetzte. 1981 wurde er zum ehrenamtlichen Beauftragten der Denkmalpflege der Stadt Niederkassel ernannt und 1993 offiziell als solcher gewählt. Besonders die alljährliche Denkmalfahrt am Tag des offenen Denkmals ist Teil seines Wirkens. Schnabel setzte sich erfolgreich für die Restaurierung und Wiederaufstellung der sieben Fußfälle zwischen Niederkassel und Uckendorf ein. Als Autor veröffentlicht Josef Schabel verschiedene Werke zur Dokumentation der Stadtgeschichte. Zusammen mit dem Pädagogen und ehemaligem Gymnasiallehrer Lothar Schwarz bringt er regional bekannte Erzählungen und Gedichte zu den Rheindörfern heraus.

## Auszeichnungen
- 2015 Rheinlandtaler des Landschaftsverband Rheinland[7]
- Träger der Ehrennadel der Stadt Niederkassel.

## Schriften
- 1980 Stadt Niederkassel bei Bonn (Rheinische Kunststätten Heft 247), Verlag: Rheinischer Verein für Denkmalpflege und Landschaftsschutz, Köln, ISBN 978-3-88094-352-0
- 2005 Stadt Niederkassel am Rhein. 25 Jahre jung. 1981–2006, Bildband, Rautenberg-Verlag Troisdorf
- 2013 Niederkassel: Rhein-Sieg, Taschenbuch, Sutton Verlag Erfurt, ISBN 978-3-89702-634-6
- 2018 Der Rhein, Zauber und Wirklichkeit, literarische und geschichtliche Wanderung mit Versen und Bildern von Josef Schnabel und Lothar Schwarz[8]